# Rabdophaga purpureaperda
Rabdophaga purpureaperda is een muggensoort uit de familie van de galmuggen (Cecidomyiidae). De wetenschappelijke naam van de soort is voor het eerst geldig gepubliceerd in 1935 door Barnes.